# Bitwa pod Miluzą (1674)
Bitwa pod Miluzą – starcie zbrojne, które miało miejsce 29 grudnia 1674 podczas wojny Francji z Koalicją.
Armia francuska pod wodzą marszałka Turenne'a nieoczekiwanie postanowiła kontynuować swoje działania w Alzacji zimą i pobiła pod Miluzą rozkładającą się na leże zimowe armię cesarską Bournonville'a. Kilka dni później Turenne zwyciężył pod Turckheim. Pod Miluzą ponownie (już po raz trzeci) do niewoli francuskiej dostał się austriacki wódz Eneasz Caprara.